# Brug 117
Brug 117 is een vaste brug in Amsterdam-Centrum.
De verkeersbrug is gelegen in de Rozengracht en overspant de Lijnbaansgracht. Er lag hier al tijden een brug iets zuidelijker dan waar ze sinds 1885 ligt. Er was een brug, die de Lijnbaansgracht overspande met een landhoofd tussen de Rozengracht en Rozenstraat in; aan de overzijde stond molen De Victor. Deze brug is rond 1848 uitgevoerd als een draaibrug. De gemeente besloot rond 1885 dat de Rozengracht en niet de Westerstraat de uitvalsweg van Amsterdam-Centrum naar Amsterdam-West zou worden. De stad hield, wat spaarzame bebouwing daargelaten, toen op bij de Lijnbaansgracht. De Rozengracht werd gedempt; er werd een doorbraak aan de andere kant van de Rozengracht gemaakt voor de Raadhuisstraat en bruggen over de Rozengracht moesten gesloopt worden. In dat traject was het noodzakelijk dat er een brug over diezelfde Lijnbaansgracht moest komen. Het zou tot 1890 duren totdat de aanbesteding zou plaatsvinden, mede doordat er ook een tramconcessie was uitgeschreven. De directeur van die tramweg zag een noodbrug in 1888 niet zitten; hij vermoedde dat de permanente brug dan steeds uitgesteld zou worden. In maart 1891 moesten voor de nieuwe brug alleen nog klinkers gelegd en de balustraden geplaatst worden. De stad groeide uit haar voegen, want vier jaar later zou al brug 167 over de Singelgracht volgen.
In verband met toenemend verkeer moest brug 117 (en even later ook brug 167) verbreed worden in de winter 1927/1928. In het ontwerp werd de oude brug opgenomen, met name terug te vinden in de uitkragingen. De brug werd ontworpen door de Dienst der Publieke Werken. De brug vertoont tekenen dat Piet Kramer zich met dat ontwerp heeft bemoeid, maar het staat bekend als “van het bureau van” (niet definitief toe te schrijven). Kramers signatuur is terug te vinden in de vroege Amsterdamse Schoolstijl. Opvallend aan de brug is de van Kramer bekende siersmeedijzeren balustrades. Die lopen hier niet alleen tot de walkanten, maar zijn hier geplaatst tot aan het begin van talud.
De brug is in 1995 tot gemeentelijk monument benoemd. Nabij de brug is gelegen het pand Rozengracht 229-233 dat ook gemeentelijk monument is; het gebouw Rozengracht 226 is rijksmonument. De brug stond jarenlang bekend als Jordaanbrug, vernoemd naar de Jordaan. De gemeente besloot in 2016 alle officieuze benamingen van bruggen te schrappen; sindsdien gaat de brug naamloos (dat wil zeggen alleen met nummer) door het leven. In 2018 werd geconstateerd dat de brug versleten was. Dit had tot gevolg dat de brug verboden gebied werd voor vrachtauto’s zwaarder dan 5 ton. Bovendien mochten trams, die een lange halte hebben over de brug niet meer stoppen op de overspanning maar wel op het talud richting brug (dat wil zeggen het talud aan de Rozengracht. Sinds 22 juli 2019 rijden alleen nog de tramlijnen 13 en 17 over de brug en rijden er behalve nachtbussen geen bussen meer over de brug. Alleen staduitwaarts is voor de brug nog een tramhalte.
Bij de bouw van de oorspronkelijke brug in 1891 is ook een brug verdwenen. Er lag in de oostelijke kade van de Lijnbaansgracht een brug over de Rozengracht.

brug 117 met lange balustrade (2009) op de achtergrond Brandweerkazerne

<<< · 100 · 101 · 102 · 103 ·  105 · 106 · 107 · 108 · 109 ·  110 · 111 · 112 · 113 · 114 · 115 · 116 · 117 · 118 · 119 · 120 · 121 · 122 · 123 · 124 · 125 · 126 · 127 · 128 · 129 · 130 · 131 · 132 · 135 · 136 · 137 · 138 · 139 · 140 · 141 · 142 · 143 · 144 · 145 · 146 · 147 · 148 · 149 ·  150 · 151 · 152 · 155 · 156 · 159 · 160 · 161 · 162 · 163 · 164 · 165 · 166 · 167 · 168 · 169 ·  170 · 171 · 172 · 173 · 174 · 175 · 176 · 177 · 178 · 179 · 180 · 181 · 182 · 183 · 184 · 185 · 186 · 187 · 189 · 190 · 191 · 192 · 193 · 194 · 195 · 196 · 198 · 199 · >>>
Brugnummers 104, 133, 134, 153, 154, 157, 158, 188 en 197 zijn niet (meer) in gebruik.